# I'm Not Happy
I'm Not Happy è il quarto album dei Love/Hate, pubblicato nel 1995 per l'etichetta discografica Mayhem Records.

## Tracce
1. Superfragilistic (Skid)
2. Hey Man (Skid)
3. I'm Not Happy (Skid)
4. The End (Skid)
5. Ola Mola (Skid)
6. Die (Skid)
7. Cutting Chain (Skid)
8. Searchers (Skid)
9. We Do What We Do (Skid)
10. Night Crawler (Skid)
11. Love Me Down (Eastmond, Skinner) (Freddie Jackson Cover)
12. Lady Jane  (Pearl)
13. I Am the Walrus (Lennon, McCartney) (Beatles Cover)

## Formazione
- Jizzy Pearl - voce
- Jon E. Love - chitarra
- Skid - basso
- Joey Gold - batteria